# North London Central Mosque

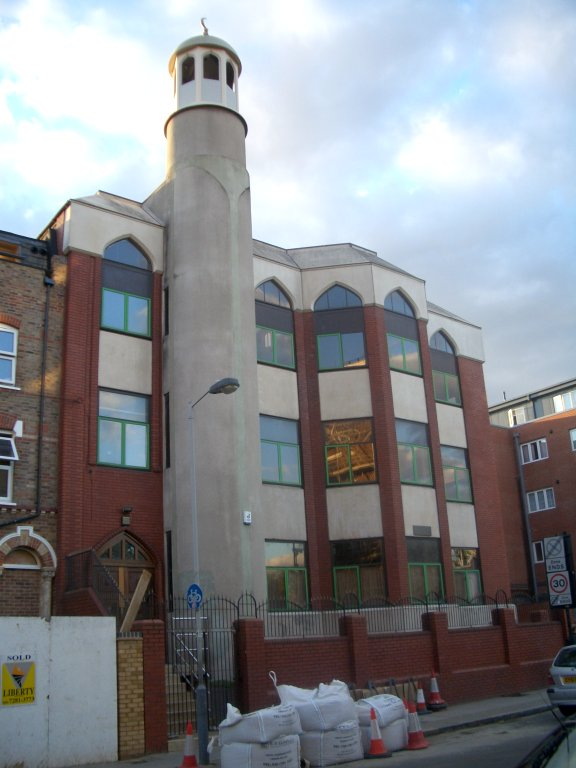
North London Central Mosque

Die North London Central Mosque befindet sich im Londoner Stadtteil Finsbury Park wurde in den 1990er Jahren errichtet und kann bis zu 1.800 Gläubige aufnehmen. Das Hauptgebäude wurde 1994 in einer Zeremonie eröffnet, der auch Prinz Charles beiwohnte. Die Moschee befindet sich gegenüber dem Bahnhof Finsbury Park, nahe dem Emirates Stadium des Fußballclubs Arsenal London.
Bis zum Jahr 2005 war sie als Finsbury Park Mosque bekannt. Die Leitung der Moschee war in den 1990ern durch Streitigkeiten gespalten; dies erlaubte es radikal-islamistischen Predigern (viele unter ihnen waren Flüchtlinge aus dem Algerischen Bürgerkrieg) die Führung dort zu übernehmen. Im Jahr 1996 wurde Abu Hamza al-Masri als Imam der Moschee eingesetzt, welche anschließend den Ruf als Zentrum des radikalen Islamismus in London entwickelte. Seit dessen Absetzung und Verhaftung und der Wiedereröffnung der Moschee unter anderer Leitung 2005 ist ihre Ausrichtung wieder gemäßigter, die neue Moscheeleitung hat die extremistische Vergangenheit des Gotteshauses verurteilt.

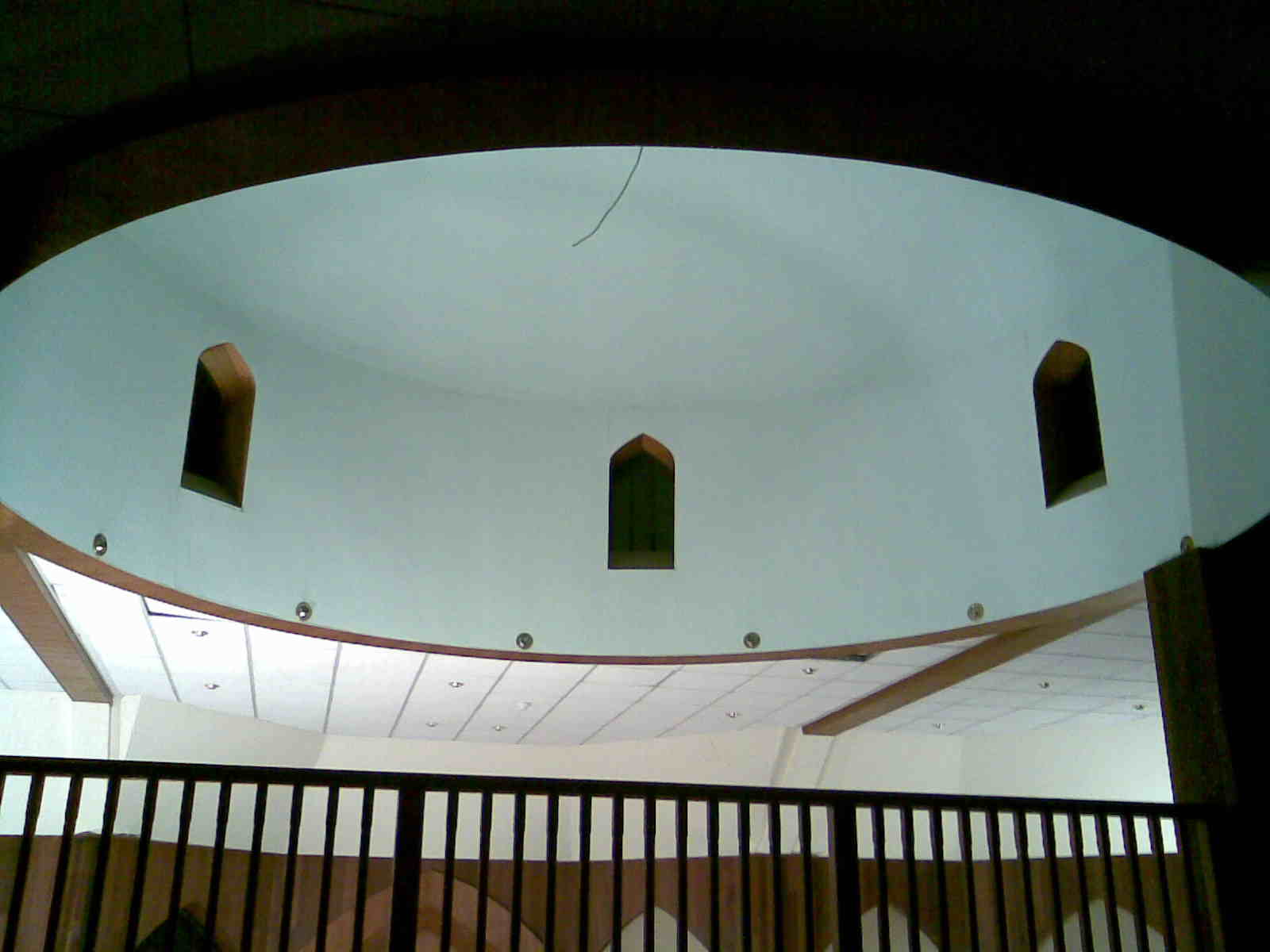
Die Central Mosque von Innen

## Frühere Verbindungen zum Terrorismus
Al-Qaida-Mitglieder einschließlich des „Schuhbombers“ Richard Reid sowie Zacarias Moussaoui besuchten die Moschee. Im Jahr 2002 wurde berichtet, dass Waffenübungen innerhalb des Gebäudes abgehalten wurden.

### Geiselnahme von Beslan 2004
Am 3. Oktober 2004 enthüllte The Observer, dass der 46-jährige Kamel Rabat Bouralha die Moschee besuchte. Bouralha sowie die britischen Staatsangehörigen Osman Larussi und Yacine Benalia waren dem tschetschenischen Kriegsherren Schamil Bassajew ergeben. Bassajew prahlte damit, die Männer trainiert zu haben, die die Geiselnahme von Beslan durchführte und dort Sprengstoff verlegten. Ermittler nahmen an, dass die drei Männer, alle gebürtige Algerier, von London aus nach Tschetschenien reisten, um dort 2001 an den Kampfhandlungen teilzunehmen. Wie bei Bouralha nimmt man an, dass sie die Moschee in Finsbury Park besuchten und dem Netzwerk von Bassajew-loyalen Gruppen beitraten.
Im Jahr 2003 stürmten hundert bewaffnete Polizisten das Gebäude im Rahmen von Ermittlungen hinsichtlich des mutmaßlichen Wood-Green-Rizin-Anschlags. Abu Hamza wurde schließlich im Jahr 2006 für sieben Jahre verhaftet, nachdem er wegen Anstiftung zum Mord und Hassverbrechen verurteilt wurde.
Nach der Wiedereröffnung der Moschee im Jahr 2005 versucht der neue Vorstand, das Vertrauen in der Bevölkerung wiederzugewinnen.

## Terroranschlag vor der Moschee 2017
Bei einem Terroranschlag mit einem Lieferwagen raste der 47-Jährige Darren Osborne in der Nacht vom 19. Juni 2017 absichtlich in eine Menge von Muslimen vor der North London Central Mosque und verletzte acht Menschen, darunter zwei schwer; einer starb. Der Täter wurde von einer Menschenmenge überwältigt und von der Polizei verhaftet.